# まごころよりどころ
「まごころよりどころ」は、2001年10月24日に発売された研二と慶子のシングル。

## 解説
- アーティスト名の「研二」は沢田研二、「慶子」は松坂慶子で、2002年2月16日公開の両名主演ミュージカル映画『カタクリ家の幸福』（三池崇史監督）劇中歌。往年のムード歌謡を意識したデュエットソングで、劇中にカラオケ用PVが披露されている。

- 映画用の企画作品ということもあって、両名の音楽作品には収録されていない。

- c/wも同映画の劇中歌で、他の出演者らも一緒に歌っている。

## 収録曲
- 両楽曲共に、作詞：山岸きくみ／作曲・編曲：馬飼野康二

1. まごころよりどころ / 研二と慶子
2. しあわせに向かって / カタクリ家の人々
3. まごころよりどころ（カラオケ）

## カバー
- 日野美歌＆高林優（2003年、シングル『まごころよりどころ』収録。）